# عبد القادر (اسم)
عبد القادر هو اسم عربي يطلق على الذكور، وهو مستخدم في العهد الحديث كإسم وكلقب. وهو مكون من جزأين «عبد» و «القادر». القادر وهي اسم من اسماء الله الحسنى المذكورة في القرآن الكريم. 

## الأشخاص
- عبد القادر المراغي
- عبد القادر بن علي الفاسي
- عبد القادر بيريز
- عبد الله بن عبد القادر
- عبد القادر الجزائري
- عبد القادر الرسام
- عبد القادر الحسيني
- عبد القادر بن بوعلي
- عبد القادر البدري
- عبد القادر الأرناؤوط
- عبد القادر علولة
- عبد القدير خان
- عبد القادر آق سو
- عبد القادر باجمال
- عبد القادر سالم
- عبد القادر الصوفي